# Joelle Tourlonias
Joëlle Tourlonias (* 1985 in Hanau) ist eine deutsche Illustratorin.

## Leben
Joëlle Tourlonias hat Visuelle Kommunikation mit Schwerpunkt Illustration und Malerei an der Bauhaus-Universität Weimar studiert. Seit 2009 arbeitet sie als selbständige Künstlerin.
2011 erscheinen vier von ihr illustrierte Bilderbücher, darunter „Mikropolis“ (Verlagshaus Jacoby & Stuart Berlin). Die Komische Oper Berlin führt die gleichnamige Kinderoper von Christian Jost (Musik) und Michael Frowin (Libretto) ab Oktober 2011 auf.
Joëlle Tourlonias lebt in Düsseldorf.

## Werke
- Besuch bei Oma Text: Andrea Hensgen. Jacoby & Stuart, Berlin 2011.
- Alarmstufe Hamster! Text: Julia Breitenöder. Thienemann, Stuttgart 2011.
- Alma, ganz klein Text: Nikola Huppertz. Arena, Würzburg 2011.
- Mikropolis Text: Michael Frowin. Jacoby & Stuart, Berlin 2011.
- Einhörnchen Text: Hazel Nut. Jacoby & Stuart, Berlin 2012.
- Hallo? Hallo, Papa! Text: Alice Horn. Baumhaus, Köln 2012.
- Hallo? Hallo, Mama! Text: Alice Horn. Baumhaus, Köln 2012.
- Liona Lix – Wer will schon einen Drachen? Text: Dagmar H. Mueller. Baumhaus, Köln 2012.
- Sag mal, wie alt wirst du eigentlich? Coppenrath, Münster 2012.
- Der unsichtbare Wink Text: Emily Jenkins. Carlsen, Hamburg 2012.
- Prima, Monster! Oder: Schafe zählen ist doof Text: Markus Heitz. Baumhaus, Köln 2012.
- Frau Zimpernickels Weihnachtsregeln Text: Andrea Schütze. Dressler, Hamburg 2012.
- Henri erbt ein Monster Text: Christian Seltmann. Arena, Würzburg 2013.
- Kokowääh: Basierend auf Ideen und Figuren von Til Schweiger und Béla Jarzyk aus den Kinofilmen "Kokowääh". Ein 3D-Bilderbuch. Baumhaus, Köln 2013.
- Wecke niemals einen Schrat!: Die Abenteuer von Jannis und Motte Text: Wieland Freund. Beltz & Gelberg, Weinheim 2013.
- Klassiker zum Vorlesen – Nils Holgersson Text: Usch Luhn. Ellermann, Hamburg 2013.
- Die Nacht im Hotel Text: Siegfried Lenz. Hoffmann und Campe, Hamburg 2013.
- Liona Lix – Wer braucht schon Schnee im Sommer? Text: Dagmar H. Mueller. Baumhaus, Köln 2013.
- Lena und die spukigen Gruseliges Text: Isabel Abedi. Arena, Würzburg 2013.
- Paula und Lou – Wirbel in der Sternstraße Text: Judith Allert. arsEdition, München 2013.
- Paula und Lou – Tiger, Sterne und ein Kroko-Mann Text: Judith Allert. arsEdition, München 2013.
- Paula und Lou – Alle lieben Rüdiger Text: Judith Allert. arsEdition, München 2013.
- Paula und Lou – Sternstraße, die Vierte Text: Judith Allert. arsEdition, München 2013.
- Frau Schnecke sucht ein neues Haus Text: Andrea Schütze. Langenscheidt, München 2013.
- Hugo, streck die Fühler aus! Text: Lena Avanzini. Obelisk, Innsbruck 2013.
- Mein Herz schlägt für uns beide Text: Suzi Moore. cbj, München 2013.
- Der unsichtbare Wink und die Kürbisse des Grauens Text: Emily Jenkins. Carlsen, Hamburg 2013.
- Paula und Lou – Mensch, Mia! Text: Judith Allert. arsEdition, München 2014.
- Paula und Lou – Zoff auf dem Rosinenhof Text: Judith Allert. arsEdition, München 2014.
- Wie wir das Universum reparierten Text: Polly Horvath. Bloomoon, München 2014.
- Frau Stinktier braucht ein neues Parfüm Text: Andrea Schütze. Langenscheidt, München 2014.
- Louis, Lotte und das Licht: Ein 3D-Bilderbuch Baumhaus, Köln 2014.
- Elefantastisch Text: Michael Engler. Annette Betz, Berlin 2014.
- Der Tag, an dem ich zaubern lernte Text: Natalie Lloyd. Boomoon, München 2014.
- Die Geschichte von Carl Mops, der verloren ging und wieder nach Hause fand Text: Fabiola Nonn und Lukas Weidenbach. Jacoby & Stuart, Berlin 2014.
- Hallo, ich bin auch noch da! Text: Brigitte Endres. Thienemann, Stuttgart 2014.
- Der Tag, an dem Weihnachten verschwand Text: Anna Herzog. Ravensburger, Ravensburg 2014.
- Paula und Lou – Total unterirdisch! Text: Judith Allert. arsEdition, München 2014.
- Paula und Lou - ...im Weihnachtschaos Text: Judith Allert. arsEdition, München 2014.
- Der unsichtbare Wink und das Eiskeksduell Text: Emily Jenkins. Carlsen, Hamburg 2014.
- Das Gespenst von Canterville Text: Oscar Wilde. Jacoby & Stuart, Berlin 2014.
- Elefantastische Abenteuer: Schatzsuche in Afrika Text: Michael Engler. Annette Betz, Berlin 2015.
- Paula und Lou – Alles paletti Text: Judith Allert. arsEdition, München 2015.
- Die kleine Hummel Bommel Text: Britta Sabbag, Maite Kelly. arsEdition, München 2015.
- Mia und Lino – Ein (fast) perfektes Hundewunder Text: Andrea Schütze. Planet Girl, Stuttgart 2015.
- Zwillingsherz Text: Kelly Barnhill. Bloomoon, München 2015.
- Sophie und die Hexe von nebenan Text: Sibylle Wenzel. Kosmos, Stuttgart 2015.
- Träum niemals von der Wilden Jagd!: Die Abenteuer von Jannis, Motte und Wendel, dem Schrat Text: Wieland Freund. Beltz & Gelberg, Weinheim 2015.
- Kuschelige Vorlesegeschichten – Träume, Sterne, Regentage Text: Maren Klitzing. Ellermann, Hamburg 2015.
- Ein Baby in Mamas Bauch Text: Anna Herzog. Fischer Sauerländer, Frankfurt aM 2015.
- Opi Kas, die Zimtziegen und ich Text: Marjolijn Hof. Aladin, Hamburg 2015.
- Die neue Geschichte von Carl Mops, der sich fürchterlich verliebte und eine Freundin fand Text: Fabiola Nonn und Lukas Weidenbach. Jacoby & Stuart, Berlin 2015.
- Emma und Emilio – Ein (fast) perfektes Katzenglück Text: Andrea Schütze. Planet Girl, Stuttgart 2015.
- Elefantastische Reise: Unterwegs nach Indien Text: Michael Engler. Annette Betz, Berlin 2016.
- Wir zwei gehören zusammen Text: Michael Engler. Baumhaus, Köln 2016.
- Der größte Schatz der Welt Text: Andrea Schütze. Ravensburger, Ravensburg 2016.
- Die kleine Hummel Bommel – Das Stickerbuch Text: Britta Sabbag, Maite Kelly. arsEdition, München 2016.
- Die kleine Hummel Bommel – Meine Freunde Text: Britta Sabbag, Maite Kelly. arsEdition, München 2016.
- Die kleine Hummel Bommel sucht das Glück Text: Britta Sabbag, Maite Kelly. arsEdition, München 2016.
- Der magische Blumenladen 1: Ein Geheimnis kommt selten allein Text: Gina Mayer. Ravensburger, Ravensburg 2016.
- Der magische Blumenladen 2: Ein total verhexter Glücksplan Text: Gina Mayer. Ravensburger, Ravensburg 2016.
- Nelli und der Nebelort Text: Annika Scheffel. Oetinger, Hamburg 2016.
- Der Delfin: Die Geschichte eines Träumers Text: Sergio Bambaren. arsEdition, München 2016.
- Luna und der Katzenbär (Die Katzenbär-Reihe, Band 1) Text: Udo Weigelt. cbj, München 2016.
- Janne und Ida – Eine (fast) perfekte Ponyüberraschung Text: Andrea Schütze. Planet!, Stuttgart 2016.
- Luna und der Katzenbär vertragen sich wieder (Die Katzenbär-Reihe, Band 2) Text: Udo Weigelt. cbj, München 2016.
- Ich bin ein Tiger Text: Michael Engler. Annette Betz, Berlin 2016.
- Der magische Blumenladen 3: Zaubern ist nichts für Feiglinge Text: Gina Mayer. Ravensburger, Ravensburg 2016.
- Paula und Lou – Wirbel in der Sternstraße Text: Judith Allert. Oetinger, Hamburg 2016.
- Noah kauft ein Text: Anne Böhm. arsEdition, München 2016.
- Noah isst Text: Anne Böhm. arsEdition, München 2016.
- Ella geht raus Text: Anne Böhm. arsEdition, München 2016.
- Ella geht schlafen Text: Anne Böhm. arsEdition, München 2016.
- Udo braucht Personal Text: Jana Heinicke. haba, Bad Rodach 2016.
- Die ganz neue Geschichte von Carl Mops, der auf einmal eine Familie hatte Text: Fabiola Nonn und Lukas Weidenbach. Jacoby & Stuart, Berlin 2016.
- Der magische Blumenladen 4: Die Reise zu den Wunderbeeren Text: Gina Mayer. Ravensburger, Ravensburg 2016.
- Luna und der Katzenbär – Ein magischer Ausflug (Die Katzenbär-Reihe, Band 3) Text: Udo Weigelt. cbj, München 2016.
- Die kleine Hummel Bommel feiert Weihnachten Text: Britta Sabbag, Maite Kelly. arsEdition, München 2016.
- O Tannenbaum: Die schönsten Lieder zur Weihnachtszeit HG. Sophie Härtling. Rowohlt Rotfuchs, Reinbek 2016.
- Krümel und Fussel: Immer dem Rüssel nach Text: Judith Allert. Ravensburger, Ravensburg 2017.
- Der magische Blumenladen, Band 5: Die verzauberte Hochzeit Text: Gina Mayer. Ravensburger, Ravensburg 2017.
- Die kleine Hummel Bommel: Du kannst fliegen. Text: Britta Sabbag, Maite Kelly. Ars Edition, München 2022, ISBN 978-3-845-84650-7.